# Long Walk Home: Music from the Rabbit-Proof Fence
Long Walk Home: Music from the Rabbit-Proof Fence är ett album av den brittiska musikern Peter Gabriel, utgivet 2002. Det är soundtrack till den australiska filmen Rabbit-Proof Fence och är inspirerat av aboriginsk musik. Delar av temat i spåren "Ngankarrparni" och "Cloudless" återfinns även i låten "Sky Blue" från albumet Up.

## Låtlista
1. "Jigalong" - 4:03
2. "Stealing the Children" - 3:20
3. "Unlocking the Door" - 1:58
4. "The Tracker" - 2:48
5. "Running to the Rain" - 3:19
6. "On the Map" - 0:59
7. "A Sense of Home" - 2:00
8. "Go Away Mr. Evans" - 5:15
9. "Moodoo's Secret" - 3:03
10. "Gracie's Recapture" - 4:40
11. "Crossing the Salt Pan" - 5:08
12. "The Return, Parts 1-3" - 10:26
13. "Ngankarrparni (Sky Blue - reprise)" - 6:02
14. "The Rabbit-Proof Fence" - 1:07
15. "Cloudless" - 4:50